# Ямансарово
Яманса́рово (рос. Ямансарово, башк. Яманһары) — село у складі Куюргазинського району Башкортостану, Росія. Входить до складу Бахмутської сільської ради.
Населення — 232 особи (2010; 294 в 2002).
Національний склад:
- башкири — 96%